# 金知原
金 知原（キム・ジウォン、김지원、1943年11月10日 - 2013年1月30日）は、韓国の小説家である。ソウル出身。

## 略歴
1943年、ソウル生まれ。梨花女子大学の英文科を卒業した。1975年、 『現代文学』に｢愛の嬉しさ｣が推薦されて文壇に登壇した。1997年には、小説 ｢愛の予感｣で第21回李箱文学賞を受賞した。1979年に発表された｢朝方の声｣は、アメリカの生活、アメリカ人との関係などを繊細に描いている。
1982年に書いた｢お茶、一杯｣は、アパートという空間での独特な構造と生活様式を描写したもので、身近な環境の中に潜んでいる破壊力を表している。 

## 受賞歴
- 1997年、第21回李箱文学賞

## 主な作品
- 1977年、『먼 집 먼 바다(공저)』(遠き家、遠い海)[2]
- 1985年、『모래시계』(砂時計)
- 1986年、『겨울나무 사이』(冬の木の間)
- 1987年、『잠과 꿈』(眠りと夢)
- 1989年、『꽃을 든 남자』(花を持っている男)
- 1996年、『소금의 시간』(潮の時間)
- 1998年、『낭만의 집』(浪漫の家)
- 2002年、『꽃철에게 보내는 팩스』(花の時期に送るファックス)
- 2005年、『목소리』(声)